# 美洲大桥
美洲大桥（西班牙語：Puente de las Américas；原称塞切尔渡口大桥），是巴拿马的一座公路桥，横跨太平洋的巴拿马运河入口处。大桥建于1962年，耗资2千万美元，在2004年世紀大桥建成通车之前，美洲大桥一直是连接南北美洲大陆的惟一一座大桥。

## 概述
美洲大桥横跨太平洋的巴拿马运河入口，位于巴拿马的巴尔博亚，靠近巴拿马城。大橋于1959年至1962年由美国建造，耗资2千万美元。
大桥为桁架拱桥设计，全长1,654米（5,425英尺），连续14孔，主孔跨径344米（1,128英尺）。大桥最高点距离平均海平面117米（384英尺）；主孔高潮位时通航净空为61.3米（201英尺）。大桥两头有较宽的引桥，桥面两侧有人行道。
从1962年大桥落成，到2004年世紀大桥通车为止，美洲大桥一直是泛美公路的一个关键部分；它是跨越巴拿马运河的惟一的固定大桥，自1914年巴拿马运河开通后，它是南北美洲之间惟一的固定连接（在加屯闸建有一座小型活动公路桥，此外1942年在米拉弗洛闸建了一座横跨运河的活动公路铁路两用桥，但这两座桥都只能在闸门关闭时使用，并且承载能力十分有限。
这座桥是令人印象深刻的建筑。从那个许多小船在通过运河之前或之后都系在那裡的巴尔博亚游艇俱乐部里可以看到非常美丽的景观。一整天下来，会有许许多多的船只因为要进入巴拿马运河或离开巴拿马运河而在桥下通过。

## 历史

### 对于大桥的需求
从法国计划开创运河开始，人们就意识到科隆和巴拿馬城将被新的运河从巴拿馬其他地區分开。这在当时建造的时候就已经成了一个难题，因為當時的建筑工人乘搭駁船橫過运河。
当运河开通以后，来往汽车数量的上升，以及通往巴拿马西部Chiriquí的新路的修建，令橫過運河的需求上升。巴拿马运河机务科在1931年8月的时候提出了这一点，以及两辆新渡船Presidente Amador和President Washington的试运转。这项服务在1940年8月擴充，新的駁船主要服務軍隊。
1942年6月3日，道路旋转大桥在米拉佛瑞斯閘（Miraflores locks）举行了落成典礼。尽管这座桥只能在没有船只通行的时候才能使用，这仍然舒緩了橫過運河的交通。然而很明显这依然需要一个更持久的方法。为了满足日益增加的陸上交通的需求，另一辆渡船，Presidente Porras在1942年11加入。

### 大桥工程建设
在运河上建立一座永久性大桥的想法最早于1923年被提出。接下来，巴拿马的行政部门对实际控制运河区的美国政府施加压力,并最终于1955年签定了雷蒙-艾森豪威尔（Remón-Eisenhower）协定，确定由美国建造这座大桥。
John F. Beasly & Company赢得了$20,000,000的资金的合同，并于1958年12月23日举办了项目的庆典仪式，美国大使胡里安·哈灵顿（Mr. Julian Harrington）和巴拿马总统厄内斯托·德·拉·瓜迪亚·纳瓦罗（Ernesto de la Guardia Navarro）也参加了仪式。大桥于1959年10月12日正式开始建设，耗费两年半的时间最终建成。
大桥于1962年10月12日正式通车，并举行了盛大的仪式。仪式上，美国陆军，空军和巴拿马国民护卫队举行了军乐式；之后进行了演讲、祷告并演奏了双方的国歌。Maurice H. Thatcher为大桥剪彩，之后出席剪彩仪式的人们一同走过大桥。庆典在全国范围内进行了广播和电视直播，同时，对大批的参与庆典人们采取了足够的防范措施来确保仪式正常进行。

### 建成以后

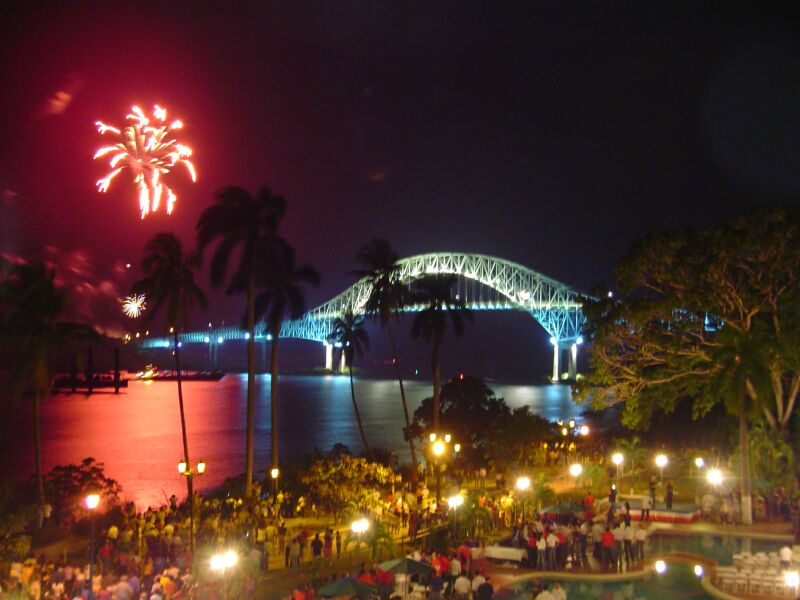
美洲大桥夜景.

大桥建成之后，成为泛美公路的一个重要组成部分，每天有约9,500车辆通过；然而随着时间推移，到2004年车流量已达到约每天35,000架次。因此大桥成为公路上的一大瓶颈，直接促成了巴拿马世紀大桥的建造。如今世紀大桥成为了泛美公路的组成部分。

## 名字
大桥最初被人们，特别是美国人，称为「塞切尔（Thatcher）渡口大桥」，因为大桥的地址和那个横跨运河的渡口基本在同一位置。渡口是以前运河委员会成员莫里斯·H·塞切尔（Maurice H. Thatcher）的名字命名，他通过制定法律建立了这个渡口。后来在大桥的通车仪式上，他为大桥剪了彩。
「塞切尔渡口大桥」这个名字并不受巴拿马政府欢迎，他们更倾向于使用「美洲大桥」这个名字。这个名字是在1962年10月2日，即大桥剪彩10天前由国民大会的决议所确认。决议如下：
巴拿马运河上的这座大桥应当被命名为「美洲大桥」。
以上名称专用于这座大桥。
巴拿马政府官员应当拒绝任何企图以其他名称代替「美洲大桥」文件。
这份决议的副本，将会被转发到世界上所有立法机关团体，以便其以这一经过国民大会通过并以巴拿马人民意愿命名的名称来称呼这座大桥。
于一九六二年十月二日在巴拿马城命名。
总统　Jorge Rubén Rosas
部长　Alberto Arango N.
有趣的是，在大桥的通车典礼的演讲上，美国副国务卿乔治·W·贝尔说：「我们可以把这座大桥的今天看作是向即将成为现实的泛美公路迈出的崭新和光明的一步。今天我们举行庆典的这座大桥——真正的美洲的大桥——完成了美国到巴拿马公路的最终连接。」